# 殷周制度論
《殷周制度論》是国学家王国维于1917年写的一篇有关殷代和周代的重要著作。

## 重要论点
王国维在文中指出：“中国政治与文化之变革，莫剧于殷周之际。”殷周制度之不同便成为了本文的一个重要的观点。

### 殷周制度之不同
在地域上来看，前代皆来自东方，只有周人来自西方，加上在东征后国土宽大，所以周人有与别不同的制度。

#### （一）立子以嫡
王国维先生说：“殷以前无嫡庶之制。”而周所以要订立嫡庶之制，实为“息争”，稳定政治，立子以嫡是封建制度之核心。

#### （二）宗法制度
殷商时期没有形成宗法制度，是兄终弟及，无弟然后传子。“藉曰有之，不过合一族之人奉其族之贵且贤者而宗之；其所宗之人，固非一定而不可易”，商代的族长则本宗族内选举贤能之人担任，也可以更换。周代则实行严格的宗法制度，天子、诸侯和各级贵族均采用严格的嫡长子继承制，并形成父系氏族家长制。
- 宗法制度是从立子以嫡制衍生出来的。因为殷代以兄弟相传，故不能建立一个稳定的宗法制度。自殷以前，天子、诸侯君臣之分未定，殷未亡而周已可以称王。治国上，周人以“尊尊”上治祖祢，“親親”下治子孙，“贤贤”纵治官吏。
- 宗法制度又衍生喪服之制。喪服之大綱是“親親”，“尊尊”，“長長”，“男女有別”。
- 宗法制则适应了周人的氏族家长制，氏族的若干家族取得较高权势地位，因此必须划分本家族与其他家族的区别，开始讲究胄之亲疏，凡离家族中轴线愈远者，则离权力核心愈远。家族的凸出发展，转而破坏了旧有的氏族制传统。
- 宗法制以及与之相联系的同姓不婚制、统治者对百姓的道德约束，实际上也与周灭商后“男女有别”、女性地位大大下降密切相关。

#### （三）同姓不婚制
商代“六世则可通婚”，不限同姓异姓。周代对男女有别十分重视，男女之别，周亦较前代为严，为此开创了“男子称氏，女子称姓”，禁止同姓结婚。周代行同姓不婚制，原因有三:
- 避免同姓通婚造成下一代的不蕃盛。
- 以政治婚姻联络异姓诸侯。[3]
- 道德的约束力。

#### （四）分封制
“自殷以前，天子诸侯君臣之分未定也。故当夏后之世，而殷之王亥，王恒，累世称王。汤末放桀之时，亦已称王。当商之末，有周之文武亦称王。盖诸侯之于天子，犹后世诸侯之于盟主，未有君臣之分也。周初亦然，于《牧誓》，《大诰》，皆称诸侯曰：‘友邦君’，是君臣之分未全定也。”
商王仅为诸侯之长，周王则为诸侯之君。从周代起，大力分封亲戚以屏周室，“溥天之下，莫非王土；率土之滨，莫非王臣。”，松散的方国联盟制转变为严格的等级分封制。

#### （五）刑律与道德的关系
“周之制度典礼乃道德之器械，而尊尊，亲亲，贤贤，男女有别四者之结体也。此之谓‘民彝’。其有不由此者，谓之‘非彝’” 。“非彝”者，礼之所去，刑之所加也。殷人之刑惟“寇攘奸宄”，而周人之刑，则并及“不孝不友。”在周之前，刑律是和道德不相干的，而周之后，道德便和刑律互相补充互为依托。后人所谓的王道霸道并重，即始于周。并且，“此种制度，固亦由时势之所趋，然手定此者，实惟周公。” 

## 影响
王國維自评本文說：“王君之《殷周制度論》，從殷之嗣典世系，以證嫡庶之制始於周之初葉，由是對周之宗法，喪服，及封子弟，尊王室之制，為有系統之説明。其書雖寥寥二十葉，實近世經史二學上第一篇大文字，此皆殷墟文字研究之結果也。”趙萬里评說：“蓋先生據甲骨及古金文字，兼以詩書禮參之，以證殷之嗣典及傳統之制，均與有周大異。而嫡庶之別即起於周之初葉，周之前無有也。復由是於周之宗法，喪服及封子弟，尊王室之制為具體之解説，義據精深，方法縝密，極考據家之能事。殆視為先生研究古文字學及古史學之歸納的結論可也。”事实上，王國維开创了“二重證據法”，在当时中国历史的研究是很大的进步，後來更有人在二重證據法的基礎上發展出“三重證據法”。而他融考古与政治观于一体的手法，也为后人所称赞。
旅美作家李劼認為：「從《殷周制度論》所揭示的殷周之異稍稍跨前一步，人們就可以發現，中國曾經是一個民主的聯邦國家。雖然那樣的民主聯邦與美國式的聯邦合眾國頗有異趣，但在本質上卻是完全相同的。也即是說，民主和聯邦，並不是西方文化的特產，並不是美國特有的國情，而同樣也是中國文化和中國歷史最為始源的傳統。」李劼指出孔子思想的实质：「孔子着急的不是整个社会和整个历史回不到周之前的那种状态里，即天子和诸侯之间的关系是松散的，天子不是事先指定的而是后来选拔的，人们的道德观念比较开放，上上下下都可以轻轻松松谈情说爱，饮酒高歌，如此等等。孔子担心的是整个社会和整个历史又要回到周以前的状态里，从而使周公的努力以至于周朝的全部历史意义丧失殆尽！」，又說：「雖然王國維的結論是和孔子完全相同的，“是殷周之興亡，乃有德與無德之興亡”；但只消換一個角度理解，事情正好相反，有周以降，人的自由程度降低了，以此換取了制度的建立和完善；地方的自治程度削弱了，以此換得了中央集權的確立和強化；由於君王完全成為父子相傳，兒子對父親的從屬地位由此確定；與此相應，由於男女有別，女人對男人的從屬地位就此明確。假如說，這在當時可以看作是一種進步，那麽在如此數千年的一個歷史輪回之後，那樣的進步意義在今天正好已然走向其反面。」廖康在評析李劼的商周研究時也認為：「商周之變，在政治上是強權打敗了公理，集權打敗了聯邦，專制打敗了民主，等級打敗了平等。在文化上是話語打敗了無言，謊言打敗了事實，禮教打敗了自由，一己為尊的道德打敗了一視同仁的法律，整齊劃一的集體打敗了五彩繽紛的個性。」楊鵬的《孔子最後七天的眼淚》中也表達了與李劼相通的觀點。

### 对本文的质疑
後世有不少史家质疑王國維的見解，特别是隨著不断的考古新发现，王國維的見解有一些被认为是片面的，例如分封制在商代是存在其雏形的、商末存在嫡庶之分，再比如商代虽然伦理道德较为开放自由，但《商书》中亦有“刑三百，罪莫重于不孝”，刑律并非与道德完全不相干。而史家陳夢家则認爲王國維“乃徣他所理解的周制來證明周公改制優於殷制，在表面上似乎說周制較殷制為進步的，事實上是由鼓吹周公的封建制度來維護清代的專制制度。”他又表示《殷周制度論》“在實際上是王氏的政治信仰。”